# Ricaud (Aude)
 Ricaud  es una población y comuna francesa, en la región de Languedoc-Rosellón, departamento de Aude, en el distrito de Carcasona y cantón de Castelnaudary-Sud.

## Demografía
| 204 | 185 | 150 | 187 | 245 | 242 |
| Para los censos de 1962 a 1999 la población legal corresponde a la población sin duplicidades (Fuente: INSEE [Consultar]) |     |     |     |     |     |